# Interferenza intersimbolica
In telecomunicazioni con interferenza intersimbolica (ISI) si intende un particolare fenomeno indesiderato che si manifesta nei ricevitori degli apparati di trasmissione digitale sulla base del quale i simboli o forme d'onda analogiche trasmesse in sequenza sul canale di comunicazione ad onde continue si sovrappongono temporalmente e parzialmente tra di loro producendo una distorsione del simbolo in questione con degrado della qualità dell'informazione trasportata ossia diminuendo il margine di immunità agli errori ed aumentando la probabilità di errore del simbolo trasmesso in fase di decodifica/decisione.

## Analisi nel dominio del tempo

Andamento di un seno cardinale normalizzato

Il trasmettitore, per poter comunicare le informazioni al ricevitore mantenendosi nei limiti di banda previsti, deve convertire la sequenza di dati in formato digitale (bit) in un segnale adatto ad essere inviato sul canale trasmissivo ad onde continue. L'esempio tipico è quello della segnalazione PAM, che associa ad ogni sequenza dati in ingresso al modulatore numerico un impulso di ampiezza proporzionale all'entità del medesimo: il segnale inviato si presenterà in tal modo come un treno di impulsi di intensità variabile a rappresentare la sequenza di dati trasmessa.
Quello che accade in una situazione del genere è l'inevitabile sovrapposizione degli impulsi associati a simboli differenti: per poter trasmettere entro un limite di banda prefissato è infatti necessario che quei picchi si smorzino con sufficiente lentezza (dal momento che l'ampiezza di banda in frequenza aumenta al diminuire della durata temporale del simbolo). È proprio questo fatto che dà quindi luogo a quel fenomeno di interferenza tra simboli differenti cui si accennava in precedenza.
La maniera più semplice per evitare il manifestarsi dell'interferenza intersimbolica è l'utilizzo di un impulso simile a quello raffigurato nella figura a destra (l'ascissa è normalizzata al periodo di trasmissione dei dati, nel senso che l'unità corrisponde al periodo di trasmissione T): è abbastanza evidente che in tal modo, nel caso ideale in cui la temporizzazione del segnale coincide esattamente con quella della trasmissione, i simboli non interferiscono mai tra di loro in quanto il picco di ogni impulso, che sempre in linea di principio coincide con il valore campionato dal ricevitore, viene sempre a cadere in corrispondenza di un punto ove tutti gli altri impulsi sono esattamente nulli, al di là delle code del segnale.
Il segnale a banda minima (quello migliore dal punto di vista della "pulizia" spettrale) che osserva questa condizione è il seno cardinale (sinc). Esistono ovviamente altri andamenti, certamente meno puri ma sotto certi aspetti migliori di quello a banda minima, che rispettano questo vincolo. Il motivo per cui la sinc è di fatto poco usata in pratica risiede nella scarsa immunità agli errori di temporizzazione introdotti sia dal trasmettitore che dal ricevitore in fase di campionamento.

## Analisi nel dominio della frequenza

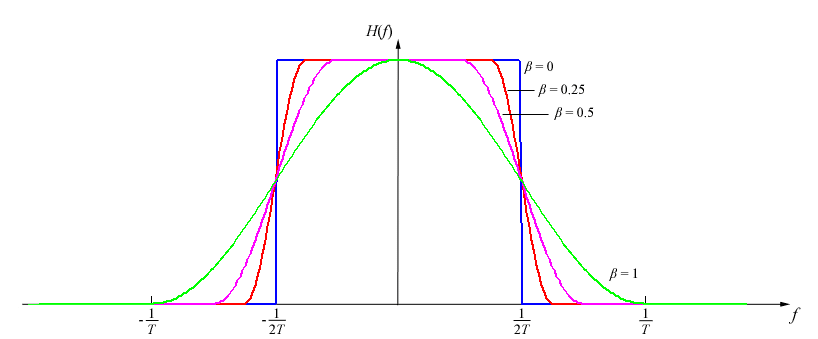
Esempi di spettri verificanti la condizione di zero-ISI (cosiddetti a coseno rialzato); si noti la simmetria pari che caratterizza tutti gli andamenti

La condizione cosiddetta di zero-ISI può essere facilmente formalizzata:
per avere totale assenza di ISI, il campionamento ideale dell'impulso base (in fase con la temporizzazione del segnale, ossia cadenzato a intervalli di ampiezza T) deve risultare non nullo solamente in un punto
deve cioè presentare uno spettro perfettamente uniforme. Dato che ad un campionamento nel dominio del tempo corrisponde una periodicizzazione in frequenza, in questo dominio la condizione si traduce nella seguente, detta condizione di Nyquist dal nome del teorico che la formulò intorno agli anni trenta del secolo scorso:
la periodicizzazione dello spettro dell'impulso base, cadenzata con passo pari alla frequenza di campionamento, deve dar luogo ad un andamento perfettamente costante
da ciò si deduce subito quanto affermato in precedenza, e cioè che il segnale a banda minima verificante questa condizione è il seno cardinale (la cui trasformata in frequenza è per l'appunto un semplice rettangolo). Più in generale, gli impulsi verificanti la condizione di Nyquist sono tutti e soli quelli il cui spettro monolatero, cioè limitato all'asse delle frequenze positive, ammette simmetria dispari rispetto al punto
{\displaystyle {\frac {f_{0}}{2}},\,{\frac {A}{2}}}
dove A è una quantità complessa non nulla e f0 è il reciproco del periodo T, come si può facilmente verificare. Un esempio potrebbe essere un triangolo isoscele compreso tra -f0 e f0, anche se nella pratica si fa uso di altre forme quali il coseno rialzato.

## Cause di ISI e possibili soluzioni
Come già detto, l'ISI può derivare sì dagli errori di temporizzazione (in particolar modo da quelli di campionamento introdotti dal ricevitore), ma può anche essere prodotto dalle distorsioni, lineari o non lineari, imputabili al canale trasmissivo (come ad esempio fenomeni di dispersione del segnale) e al filtro di ricezione.
Limitandosi per semplicità al caso della distorsione lineare, quello che garantisce l'assenza di interferenza intersimbolica è la condizione di Nyquist applicata non alla risposta in frequenza del modulatore PAM, ma a quella dell'intero sistema costituito da quest'ultimo, dal canale e dal filtro in ingresso al ricevitore. Tutto questo, insieme ad altri vincoli quali l'adattamento, impone dei precisi criteri nella realizzazione dei circuiti di trasmissione e ricezione: nel caso in cui il canale è ideale ad esempio, e si richiede una risposta globale del tipo "coseno rialzato", le risposte in frequenza di entrambi questi sistemi dovranno essere a radice di coseno rialzato.
Per quanto riguarda gli errori di campionamento, le soluzioni per ridurre l'impatto di questo fenomeno sono le seguenti:
- clock recovery lato ricevitore. Ricostruendo localmente la temporizzazione e utilizzandola per campionare il segnale ricevuto, si riesce a diminuire notevolmente il fenomeno dell'ISI (a meno degli inevitabili ritardi di propagazione del clock)
- uso di risposte che garantiscono una maggiore immunità all'ISI. È evidente che questo aspetto è legato alla pendenza della risposta negli intorni di quei punti in corrispondenza dei quali avviene il campionamento. Riprendendo l'esempio del filtro a coseno rialzato quello che si vede è che, al diminuire dell'occupazione di banda, si riduce anche la robustezza nei confronti degli errori di temporizzazione: si rende così necessario adottare un compromesso tra qualità spettrale e margine di immunità all'ISI. Una valutazione qualitativa del livello di robustezza del sistema è possibile grazie all'utilizzo dei cosiddetti diagrammi ad occhio.